# Crazy (DOPING PANDAの曲)
「Crazy」（クレイジー）は、日本のロックバンド、DOPING PANDAのシングル。2007年8月1日、gr8!recordsよりリリース。

## 解説
- 3rdシングル。ミニアルバム『High Brid』から約2ヶ月というハイペースでのリリース。
- 初回生産限定盤と通常盤の2形態で発売。初回盤はDVD付きで、2007年6月に新木場STUDIO CORSTにて行われたライブから『High Brid』全収録曲のライブ映像が収録されている。

## 収録曲

### CD
1. Crazy (3:33)
（作詞・作曲：Yutaka Furukawa　編曲：DOPING PANDA）
2. The New Shock (2:36)
（作詞・作曲：Yutaka Furukawa　編曲：DOPING PANDA）

### 初回特典DVD
1. Hybrid breeder
2. Always away
3. Guitar solo
4. shine
5. I'll be there
6. It's my life